# 뉴기니큰귀박쥐
뉴기니큰귀박쥐(Pharotis imogene)는 애기박쥐과에 속하는 박쥐의 일종이다. 뉴기니큰귀박쥐속(Pharotis)의 유일종이다. 파푸아뉴기니의 토착종이다. 서식지 감소로 멸종위급종으로 분류되고 있다. 가장 가까운 근연속은 뉴기니긴귀박쥐속(Nyctophilus)이다. 이전에는 1890년에 발견된 이후로 멸종된 것으로 추정했다. 2012년 연구자들이 카말리(Kamali)에서 수집했던 암컷 박쥐 중 한 종이 뉴기니큰귀박쥐라는 사실을 밝혔다.